# 小手川ゆあ
小手川 ゆあ（こてがわ ゆあ、1月12日 - ）は、日本の女性漫画家である。大分県出身、熊本県熊本市育ち。血液型はO型。代表作に『おっとり捜査』、『死刑囚042』、『ARCANA』など。

## 来歴
1995年、「週刊ヤングジャンプ増刊・漫革」9/5号に『おっとり捜査』を初掲載。その後何回かの読み切りを掲載した後、1996年の「週刊ヤングジャンプ」33号にて連載開始。「漫革」1997年9/26号より増刊不定期連載へ移行し、「別冊ヤングジャンプ」2000年8/15号にて最終回を迎える。同年「月刊少年エース」9月号で『Anne・Freaks』を連載開始。また、同時期に「週刊ヤングジャンプ」にて月イチ連載として『ARCANA』を連載開始。その後、2002年から「週刊ヤングジャンプ」にて『死刑囚042』を単発的に連載し、2004年に完結する。2007年には歌人・枡野浩一の小説が原作の『ショートソング』を「スーパージャンプ」にて連載。2009年から2013年にかけて「スーパージャンプ」、後「グランドジャンプPREMIUM」にて『君のナイフ』を連載。
デビュー作である『おっとり捜査』は今も根強い人気を誇る。また『死刑囚042』は死刑囚を通じて生と死を描いた彼女の新たな代表作となった。
漫画家の仙道ますみ、竹田エリと交友がある。竹田エリには『おっとり捜査』や『ARCANA』の巻末に四コマ漫画を描いてもらっている。

## 作品リスト

### 漫画
- おっとり捜査 全10巻
- ARCANA（読切）
- Silent
- Anne・Freaks 全4巻
- ARCANA 全2巻
- SUSPECTS - 単行本未収録。
- ライン 全1巻
- 死刑囚042 全5巻
- ショートソング 全2巻
- 君のナイフ 全10巻
- BORDER Between life and death - 原作担当は金城一紀。全4巻
- LICENSE ライセンス 全4巻
- 殺人プルガトリウム 全3巻

### ゲーム
- 電幻天使対戦麻雀 シャングリラ（1999年）キャラクターデザイン

### イラスト・挿絵
- 青空の下の密室 ―着流し探偵事件帖（村瀬継弥/著、富士見ミステリー文庫、富士見書房、2001年8月）ISBN 978-4829161340
- 白いブランコの鎮魂曲 ―着流し探偵事件帖（村瀬継弥/著、富士見ミステリー文庫、富士見書房、2002年3月）ISBN 978-4829161562

### カバーイラスト
- 『たましくるイタコ千歳のあやかし事件帖 』（堀川アサコ）
- 『魔所―イタコ千歳のあやかし事件帖2―』（堀川アサコ）

### その他
- リーガルハイ 第2話（2013年10月16日、フジテレビ） - 漫画『破壊の天才』作画